# Tócame (Elettra Lamborghini)
Tócame è un singolo della cantante italiana Elettra Lamborghini, pubblicato in download digitale il 5 giugno 2019 come terzo estratto dal primo album in studio Twerking Queen.

## Descrizione
Il singolo, entrato in rotazione radiofonica dal 7 giugno successivo, ha visto la collaborazione dei rapper statunitensi Pitbull e Childsplay.

## Video musicale
Il videoclip è stato filmato a Miami ed è stato pubblicato il 2 luglio sul canale Vevo-YouTube della cantante.

## Classifiche
| Classifica (2019) | Posizione massima |
| ----------------- | ----------------- |
| Italia            | 45                |